# ديفيد كورك
ديفيد كورك (بالإنجليزية: David Cork)‏ هو لاعب كرة قدم بريطاني في مركز الوسط، ولد في 8 أكتوبر 1959 في دونكاستر في المملكة المتحدة. لعب مع مانشستر يونايتد ونادي دونكاستر روفرز ونادي سيدني أوليمبيك.